# Yuki Joseph Nakajima
Yuki Joseph Nakajima (japanisch 中島 佑気 ジョセフ Nakajima Yuki Joseph; * 30. März 2002 in Saitama) ist ein japanischer Sprinter, der sich auf den 400-Meter-Lauf spezialisiert hat.

## Sportliche Laufbahn
Erste internationale Erfahrungen sammelte Yuki Joseph Nakajima im Jahr 2022, als er bei den Weltmeisterschaften in Eugene mit der japanischen 4-mal-400-Meter-Staffel mit neuem Asienrekord von 2:59,51 min im Finale den vierten Platz belegte. Zudem verpasste er mit der Mixed-Staffel in 3:17,31 min den Finaleinzug. Im Jahr darauf siegte er in 45,91 s beim Brisbane Track Classic sowie in 45,31 s beim Seiko Golden Grand Prix und in 45,12 s beim Meeting Madrid. Im August schied er bei den Weltmeisterschaften in Budapest mit 45,04 s im Halbfinale über 400 Meter aus und verpasste mit der Staffel mit 3:00,39 min den Finaleinzug. Bei den World Athletics Relays 2024 auf Bahamas kam er in der Finalrunde über 4-mal 400 Meter zum Einsatz. Im August ging er bei den Olympischen Sommerspielen in Paris in der Hoffnungsrunde über 400 Meter nicht mehr an den Start und gelangte mit der Staffel mit neuem Asienrekord von 2:58,33 min im Finale aus Rang sechs.
In den Jahren 2023 und 2024 wurde Nakajima japanischer Meister im 400-Meter-Lauf.

## Persönliche Bestzeiten
- 200 Meter: 21,31 s (+1,8 m/s), 11. August 2022 in Sano
- 300 Meter: 32,86 s, 16. April 2023 in Izumo
- 400 Meter: 45,04 s, 22. August 2023 in Budapest